# Namea
Namea es un género de arañas migalomorfas de la familia Nemesiidae. Se encuentra en Australia en Queensland y Nueva Gales del Sur.

## Lista de especies
Según The World Spider Catalog 14.0:
- Namea brisbanensis Raven, 1984
- Namea bunya Raven, 1984
- Namea calcaria Raven, 1984
- Namea callemonda Raven, 1984
- Namea capricornia Raven, 1984
- Namea cucurbita Raven, 1984
- Namea dahmsi Raven, 1984
- Namea dicalcaria Raven, 1984
- Namea excavans Raven, 1984
- Namea flavomaculata (Rainbow & Pulleine, 1918)
- Namea jimna Raven, 1984
- Namea nebulosa Raven, 1984
- Namea olympus Raven, 1984
- Namea salanitri Raven, 1984
- Namea saundersi Raven, 1984